# Veronica pontica
Veronica pontica är en grobladsväxtart. Veronica pontica ingår i släktet veronikor, och familjen grobladsväxter.

## Underarter
Arten delas in i följande underarter:
- V. p. pontica
- V. p. teberdensis